# Воймир Асенов
Воймир Асенов Лазаров е български писател, поет, журналист, член на Съюза на българските писатели.

## Биография
Роден е на 1 юни 1939 г. в Петрич. От младежка възраст е член на Литературния кръжок при читалище „Братя Миладинови“ заедно с Евтим Евтимов, Димитър Гонов, Димитър Панделиев и други. Записва да учи ветеринарна медицина през 1956 г., но прекъсва поради липса на средства. Става учител в погранични села в Югозападна България. Започва работа като консултант във вестник „Студентска трибуна“, а след това е редактор във вестник „Пулс“, в издателство „Народна младеж“, вестник „Литературен фронт“, „Македония“, „Български воин“, „Българска армия“. Става консултант във вестник „Български писател“ и главен редактор на издателство „Български писател“. Воймир Асенов е заместник главен редактор на вестник „Словото днес“ и е член на редакторската колегия на списание „Орфеева лира“. Става член на Управителния съвет на Съюза на българските писатели.
Воймир Асенов умира на 24 юни 2013 г.

### Творчество
Издава първата си книга „Крепост“ през 1969 г., за която е отличен с първа награда за млад поет през същата година. Автор е на редица други книги след нея, преведени на почти всички славянски езици и на английски, немски, испански, турски, хинди и френски език. Отличен е с наградата на Съюза на българските писатели за сборника със стихове „Поетичен олтар“, излязъл през 1998 г. Воймир Асенов е носител и на Националната награда за патриотична поезия град Благоевград, Наградата на Министерството на културата „Златен век“, Национална награда за поезия „Никола Фурнаджиев“ и други. Сборникът му с поезия „Съпричастие“, издаден през 2008 г., е номиниран за наградата „София“ същата година.